# Riserva naturale orientata Grotta della Molara
La riserva naturale orientata Grotta della Molara è un'area naturale protetta situata nei dintorni del comuni di Palermo ed è stata istituita dalla Regione Sicilia nel 2008.

## Territorio
La Grotta Molara è un antro seguito da una ampia grotta di medio sviluppo che si apre in periferia di Palermo nel quartiere Cruillas, alla base dei monti calcarei che circondano la città. L'antro-grotta deve avere avuto origine marina ed è coevo per formazione alle grotte orizzontali del Monte Pellegrino. L'ingresso è stato usato per moltissimi anni dai pastori per il ricovero delle greggi. La parte interna conserva alcuni speleotemi e consente un itinerario orizzontale di difficoltà molto bassa. I gruppi speleologici di Palermo la usano come palestra per l'introduzione alla speleologia.

La Riserva è suddivisa in zona A (riserva integrale) di 23,33 ettari e Zona B (preriserva) di 16,87 ettari, per un totale di 40,20 ettari.

## Fauna
La grotta ospita colonie numerose di pipistrelli (Rhinolophus ferrumequinum e Myotis myotis) i cui escrementi che rappresentano un'importante fonte alimentare per le comunità animali cavernicole.

Tra gli organismi troglobi meritano una menzione il ragno Cybaeodes molara (Liocranidae), il diplopode Orphanoiulus dinapolii (Blaniulidae), l'isopode Trichoniscus alexandrae (Trichoniscidae) e il coleottero Tychobythinus molarensis (Staphylinidae), tutti endemici di Grotta Molara e di poche altre grotte del palermitano.